# Synjuchyn Brid
Synjuchyn Brid (ukrainisch Синюхин Брід; russisch Синюхин Брод Sinjuchin Brod) ist ein Dorf im Nordwesten der ukrainischen Oblast Mykolajiw mit etwa 1700 Einwohnern (2001).
Das 1755 gegründete Dorf entstand an einer Furt am linken Ufer des Flusses Synjucha, einem 111 km langen Nebenfluss des Südlichen Bugs.
Synjuchyn Brid befindet sich im Norden des Rajon Perwomajsk und liegt auf einer Höhe von 99 m, 14 km nördlich vom Rajonzentrum Perwomajsk und 170 km nordwestlich vom Oblastzentrum Mykolajiw.
Östlich vom Dorf verläuft die Territorialstraße T–12–19.

## Verwaltungsgliederung
Am 12. Juni 2020 wurde das Dorf zum Zentrum der neugegründeten Landgemeinde Synjuchyn Brid (Синюхинобрідська сільська громада/Synjuchynobridska silska hromada). Zu diesem zählten auch noch die 14 in der untenstehenden Tabelle aufgelisteten Dörfer sowie die Ansiedlungen Jermolajiwka und Nowooleksandriwka, bis dahin bildete es die gleichnamige Landratsgemeinde Synjuchyn Brid (Синюхино-Брідська сільська рада/Synjuchyno-Bridska silska rada) im Norden des Rajons Perwomajsk.
Folgende Orte sind neben dem Hauptort Synjuchyn Brid Teil der Gemeinde:
| Name                     | Name              | Name                                  |
| ukrainisch transkribiert | ukrainisch        | russisch                              |
| ------------------------ | ----------------- | ------------------------------------- |
| Bandurka                 | Бандурка          | Бандурка                              |
| Boleslawtschyk           | Болеславчик       | Болеславчик (Boleslawtschik)          |
| Brid                     | Брід              | Брод (Brod)                           |
| Dowha Prystan            | Довга Пристань    | Долгая Пристань (Dolgaja Pristan)     |
| Jermolajiwka             | Єрмолаївка        | Ермолаевка (Jermolajewka)             |
| Losuwatka                | Лозуватка         | Лозоватка (Losowatka)                 |
| Lukaschiwka              | Лукашівка         | Лукашовка (Lukaschowka)               |
| Mitschurine              | Мічуріне          | Мичурино (Mitschurino)                |
| Nowooleksandriwka        | Новоолександрівка | Новоалександровка (Nowoaleksandrowka) |
| Pidhirja                 | Підгір’я          | Подгорье (Podgorje)                   |
| Schewtschenko            | Шевченко          | Шевченко                              |
| Selena Lewada            | Зелена Левада     | Зелёная Левада (Seljonaja Lewada)     |
| Stanislawtschyk          | Станіславчик      | Станиславчик (Stanislawtschik)        |
| Switotsch                | Світоч            | Светоч (Swetotsch)                    |
| Tarassiwka               | Тарасівка         | Тарасовка (Tarassowka)                |
| Tschaussowe              | Чаусове           | Чаусово (Tschaussowo)                 |